# Conrad Doebbecke
Conrad Doebbecke (* 26. August 1889 in Gelsenkirchen; † 8. September 1954 in Berlin), alternativ auch Doebbeke, war ein deutscher Jurist, Immobilienhändler und Kunstsammler. Vor dem Zweiten Weltkrieg gründete er mehrere Unternehmen und investierte in Mietshäusern, zudem war er während der Weimarer Republik Mitglied in mehreren Parteien, zuletzt auch in der Nationalsozialistischen Deutschen Arbeiterpartei (NSDAP). Aufgrund der zeitgleichen Mitgliedschaft in einer weiteren Partei wurde er von dieser allerdings 1935 wieder ausgeschlossen. Während und nach der NS-Zeit baute er eine Sammlung moderner Kunst auf, die 1949 zu einem großen Teil an die Kunstabteilung am Niedersächsischen Landesmuseum Hannover verkauft wurde. Zahlreiche Kunstwerke seiner Sammlung wurden in den letzten Jahren als Raubkunst identifiziert, mehrere der Werke wurden an die Erben ihrer ehemaligen Besitzer restituiert.
Doebbecke wurde 1954 ein Todesopfer des DDR-Grenzregimes vor dem Bau der Berliner Mauer, nachdem er in der Nähe des Grenzübergangs Dreilinden von Grenzsoldaten der DDR angeschossen wurde und etwa einen Monat später an den Folgen verstarb.

## Leben

### Ausbildung und Militärdienst während des Ersten Weltkriegs
Conrad Doebbecke wurde 1889 in Gelsenkirchen geboren, er hatte vier Geschwister. Sein Vater war der Hotelbesitzer und Kaufmann Heinrich Döbbecke aus Garbsen, seine Mutter Elisabeth Maria Laura, geborene Lücke, stammt aus Wuppertal, geboren in Berlin. Während seiner Kindheit und Jugend wechselte die Familie mehrfach den Wohnort und zog unter anderem nach Gevelsberg und Wetter (Ruhr). Von 1899 bis 1906 besuchte er das Gymnasium in Hagen, 1907 zog die Familie nach Bochum und sein Vater übernahm dort das Hotel Neubauer; er verstarb 1916. Von 1909 bis 1913 studierte er Rechtswissenschaften an den Universitäten in Marburg, Jena, Greifswald, Berlin und Münster. Nach einem Referendariat am Oberlandesgericht Hamm absolvierte er das 1. Staatsexamen.
Im August 1914 meldete sich Doebbecke als Kriegsfreiwilliger im Ersten Weltkrieg und absolvierte seinen Dienst beim 11. Dragonerregiment in Lück bei Allenstein in Ostpreußen, heute Olsztyn in Polen. Er verweigerte den Dienst an der Westfront in Frankreich und wurde dafür nach Sensburg bei Allenstein, heute Mrągowo in Polen, versetzt. 1915 erkrankte er an Gelenkrheuma und wurde kriegsdienstuntauglich. Vom November 1918 bis in das Frühjahr 1919 beteiligte er sich aktiv an den Soldatenräten in Sensburg und Allenstein, im Dezember 1918 wurde er Vorsitzender des Exekutivkomitees des Soldatenrates des XX. Armeekorps sowie „Führer der Revolution“ und Herausgeber der „Roten Fahne“. Nach einer Anklage wegen der Verantwortung am Tod mehrerer Soldaten, bei der er freigesprochen wurde, schied er aus dem Staatsdienst aus. Von 1918 bis 1920 war er Mitglied der Sozialdemokratischen Partei Deutschlands (SPD). 1919 war er verantwortlich für eine Neufassung der Unabhängigen Sozialdemokratischen Partei Deutschlands (USPD).

### Tätigkeiten in der Weimarer Republik
Nach dem Ausscheiden aus dem Militärdienst wurde Doebbecke Teilhaber eines Holzgeschäftes und führte sein Studium fort bis zur Promotion über die „Schadensersatzpflicht der Luftschiffahrt“ an der Universität Breslau, die am 1. Juli 1922 erfolgte. Er zog 1921 nach Berlin-Charlottenburg und gründete seine erste GmbH im internationalen Handel. Am 14. Januar 1922 heiratete er die polnische Schauspielerin Wanda Górezka und zog zu ihr und ihren beiden Kindern nach Danzig, am 11. Oktober 1924 wurde die Ehe in Berlin wieder geschieden; Wanda Doebbeke blieb bis 1930 in Berlin und war Geschäftspartnerin ihres ehemaligen Ehemannes. Ebenfalls 1924 wurde Doebbecke Mitglied der Deutschen Demokratischen Partei (DDP), 1925 wechselte er zur Deutschen Volkspartei (DVP) und blieb wahrscheinlich Mitglied bis 1931. Ein weiterer Parteibeitritt erfolgte in die Deutschnationale Volkspartei (DNVP) und blieb wahrscheinlich bis 1933 Mitglied.
Am 6. März 1925 heiratete er Elsa, geborene Magnussen, mit der er in Berlin lebte; am 28. Februar 1926 kam ihr gemeinsamer Sohn Tomy zur Welt. Er arbeitete weiter als Jurist und Immobilienhändler in Berlin und begann, Kunst zu sammeln. Ab 1929 zog er sich aus dem Arbeitsleben zurück und widmete sich als Privatier weitgehend der Kunstsammlung. Nach eigenen Angaben habe er bis 1933 in Berlin 34 Mietshäuser erworben oder geerbt, sei ab 1932 durch Leerstände und Mietausfälle allerdings in finanzielle Schwierigkeiten geraten.

### Doebbecke während der Zeit des Nationalsozialismus
Von 1929 bis 1939 besaß die Familie Doebbecke eine Obstplantage in Bestensee bei Berlin und Doebbecke betätigte sich als Landwirt und Pferdezüchter. Zum 1. August 1931 trat er der NSDAP bei (Mitgliedsnummer 602.780) wurde aber zum 16. Januar 1935, als er wegen seiner gleichzeitigen Mitgliedschaft bei der DNVP und trotz Fürsprache befreundeter Nationalsozialisten wie dem Künstler Karl Prüsse aus der NSDAP ausgeschlossen wurde. Nach Denunziationen durch den Sohn des Architekten Karl Thiel musste sich Doebbecke 1933 erneut aufgrund der Anschuldigungen von 1918 rechtfertigen, diesmal gegenüber der NSDAP. 1937 wurden ihm Geschäfte mit seinem jüdischen Tierarzt Dr. Simon untersagt, der die Tiere in Bestensee versorgte. Im gleichen Jahr trat Elsa Doebbecke der NSDAP bei.
1939 zog Doebbecke in ein Haus am Wannsee. Ab dem 1. November wurde er zwangsverpflichtet als Assistent der „Interradio AG – Sonderdienst Seehaus“ und wurde nach Warmensteinach nahe Bayreuth versetzt. Sein Sohn Tomy wurde im gleichen Jahr in den Wehrdienst der SS Krakau eingezogen, wurde nach Rücksprache mit dem Argument, er wolle Medizin studieren, allerdings als einfacher Soldat eingesetzt. Am 28. März 1945 desertierte Conrad Doebbecke und befand sich ab dem 28. April 1945 in amerikanischer Kriegsgefangenschaft. Tomy Doebbecke wurde ab Sommer 1945 für die britische Militärregierung als Übersetzer eingesetzt.

### Nachkriegszeit
Nach dem Zweiten Weltkrieg konnte sich Doebbecke trotz einzelner Verfahren gegen ihn als Kunsthändler etablieren. Ein erstes Verfahren wird am 12. Februar 1946 aufgrund von acht Gemälden durch den amerikanischen Kunstschutzoffizier Walter Ings Farmer angestrengt, die Doebbecke bei der Dresdner Bank eingelagert hatte. Die Bilder wurden in den Central Collection Point in Wiesbaden gebracht. Am 21. August 1946 begann das Entnazifizierungsverfahren der britischen Militärregierung, das am 24. März mit der Bescheinigung seiner Entlastung beendet wurde.

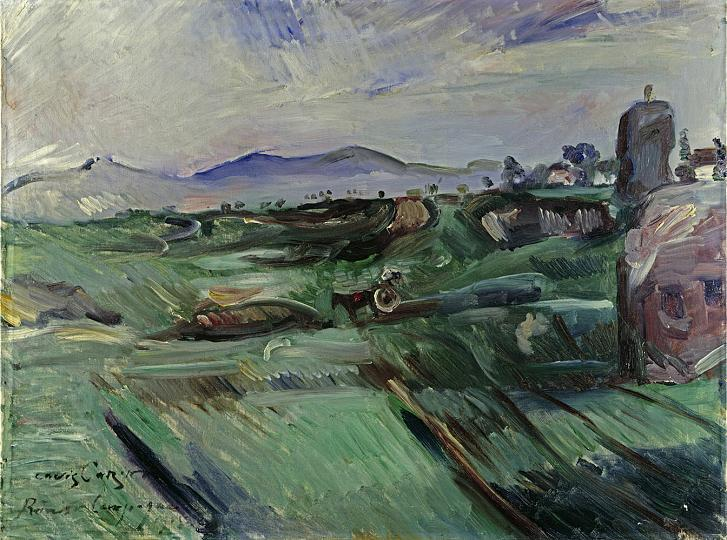
Lovis Corinth: Römische Campagna; Teil der Sammlung Doebbecke und 2007 an die Erben des vormaligen Besitzers restituiert.

Von seinem Wohnort am Wannsee nahm er Kontakt mit verschiedenen Museen auf, darunter dem Wallraf-Richartz-Museum in Köln, dem Landesmuseum Oldenburg und dem Landesmuseum Hannover, um seine vor allem während der NS-Zeit aufgebaute Kunstsammlung zu verkaufen. Auch mit den Galeristen Ferdinand Möller in Berlin und Wilhelm Grosshennig in Chemnitz stand er in Kontakt. 1946 legte er eine Kunstfachprüfung ab und eröffnete eine Kunsthandlung in Hannover, die er von 1947 bis 1950 als Moderne Galerie Konrad Doebbeke betrieb. 1949 stand er mit dem Landesmuseum Wiesbaden in Kontakt, um seine Sammlung einzulagern. Am 21. September stimmte der städtische Rat zu Hannover dem Ankauf von 114 Kunstwerken aus der Sammlung Doebbecke zu, der Kaufvertrag wurde am 9. Oktober des Jahres unterzeichnet. Auf Veranlassung des damaligen Museumsleiters Ferdinand Stuttmann sollten mit dem Werken die durch die Enteignungen vor dem Zweiten Weltkrieg entstandenen Lücken im Bestand gefüllt werden. Die Bilder wurden seit 1950 in der im Landesmuseum Hannover beheimateten Städtischen Galerie gezeigt, dabei widmete Stuttmann 1950 den Künstlern Lovis Corinth, Max Liebermann und Max Slevogt größere Einzelausstellungen mit den erstandenen Werken. 1979 erfolgte die Überführung der Kunst des 20. Jahrhunderts in das neu gegründete Sprengel Museum Hannover. Teile der Sammlung stammten aus Beschlagnahmungen durch die Nationalsozialisten und Notverkäufen, einzelne Bilder wurden restituiert und seit 2018 ist sie Gegenstand einer konzentrierten Provenienzforschung am Museum. Doebbecke bot ab 1950 weitere Werke aus der Sammlung verschiedenen Museen zum Verkauf an, 1953 wurde seine Sammlung seiner Frau und seinem Sohn überschrieben.

### Späte Jahre und Tod
Doebbecke litt im Alter unter Alzheimer im fortgeschrittenen Stadium, wodurch seine Urteilskraft stark eingeschränkt war. Deshalb war er 1954 bereits nicht mehr geschäftsfähig und die Polizei hatte ihm den Führerschein abgenommen. Seine Frau nahm es aber hin, dass er trotzdem gelegentlich Ausfahrten unternahm.
Am 10. August 1954 gegen ein Uhr mittags fuhr Doebbecke von West-Berlin auf der Autobahn nahe an den DDR-Kontrollpunkt Dreilinden heran, wobei er sich auf dem Gebiet der DDR befand. Doebbecke, der an dieser Stelle schon mehrfach gesichtet worden war, stieg aus, besah sich einige Minuten den Verkehr, stieg dann wieder in sein Auto und fuhr zurück nach West-Berlin. Am Grenzkommando Dreilinden bestand eine unklare Befehlslage. Einerseits sollten die DDR-Grenzpolizisten verhindern, dass Zivilisten ihre Kontrolltätigkeit observierten. Außerdem war dieser Straßenabschnitt dem Interzonenverkehr vorbehalten, weshalb andere Fahrzeuge besonders zu kontrollieren waren. Wie viele Befehle in der Grenzpolizei war auch dieser nur mündlich weitergegeben worden, wodurch die Offiziere vor Ort einen erheblich größeren Ermessensspielraum besaßen. Andererseits hatte der sowjetische Stadtkommandant, General Pjotr A. Dibrowa, bis 1955 in letzter Instanz für die ostdeutsche Grenzpolizei in Berlin verantwortlich, nach dem Tod von Joachim Wozniak 1953 jede Kontrolltätigkeit auf diesem Streckenabschnitt untersagt. Aber auch diesen Befehl hatte der Kommandeur der Grenzbereitschaft Blankenfelde nur mündlich an Dreilinden weitergegeben, weshalb er in Vergessenheit geraten war.
Zwei Grenzpolizisten versuchten Doebbecke zu stoppen. Der hielt nicht, sondern erhöhte das Tempo. Nachdem der Unteroffizier, der die Streife befehligte, einen Warnschuss abgegeben hatte, befahl er seinem Untergebenen zu schießen. Von vier abgegebenen Schüssen trafen Doebbecke drei. Durch Einschüsse an der linken Schulter, dem linken Oberschenkel sowie durch einen Beckensteckschuss wurde er schwer verletzt. Doebbecke konnte noch aussteigen, brach dann aber zusammen. Die beiden Grenzpolizisten trugen ihn außer Sicht der vorbeifahrenden Westautos, legten Notverbände an und veranlassten, dass Doebbecke ins Städtische Krankenhaus Potsdam gebracht wurde. Nach einer Notoperation erholte er sich zunächst und es schien, als sei er außer Lebensgefahr. Doebbecke starb am 8. September 1954 an den Folgen seiner Verletzungen.

## Medienresonanz und Ermittlungen
Kurz nach dem Todesfall Wozniak erregten die Schüsse auf Doebbecke großes Aufsehen in West-Berlin. Sämtliche West-Berliner Zeitungen berichteten. Der Zwischenfall führte zu Verstimmungen zwischen den Besatzungsmächten. Der amerikanische Stadtkommandant, General George Honnen, protestierte beim sowjetischen Stadtkommandanten gegen den „Akt reiner Willkür“. Honnen betonte, auch unter Bezug auf Wozniak, der „wahllose und rücksichtslose Gebrauch von Feuerwaffen“ sei unangemessen. Er ersuchte den sowjetischen Kommandanten, die Serie von Zwischenfällen „durch entsprechende Maßnahmen“ zu beenden. Außer der Staatssicherheit ermittelten sowjetische Behörden den Vorfall, aber auch die West-Berliner Polizei.
Nach dem Mauerfall (November 1989) leitete die Staatsanwaltschaft Berlin 1998 neue Ermittlungen wegen Totschlags ein. Die Grenzpolizisten hätten nicht auf die Reifen geschossen, sondern „in tötungsgeeigneter Weise“ auf Wagen und Insassen, wobei sie eine schwere Verletzung oder sogar den Tod des Fahrers in Kauf nahmen. Da eine polizeiliche Untersuchung stattgefunden hatte, bei der die Schützen als Beschuldigte vernommen worden waren, so der ermittelnde Staatsanwalt, könne man aber nicht von einem Ruhen der Verjährung ausgehen, weshalb das Verfahren einzustellen sei. Dabei wurde unterstellt, die damalige Untersuchung durch die Grenzpolizei und die Staatssicherheit habe im Grunde rechtsstaatlichen Prinzipien genügt.
Elsa und Tomy Doebbeke intensivierten die Suche nach potenziellen Käufern für die verbliebene Sammlung nach dem Tod von Conrad Doebbecke und nutzten hiefür vor allem verschiedene Auktionshäuser wie das von Mathias Lempertz in Köln, Adolf Weinmüller in München und Roman Ketterer in Stuttgart, zugleich zogen sie die in verschiedenen Museen eingelagerten Bestände zurück.